# Etchika Choureau

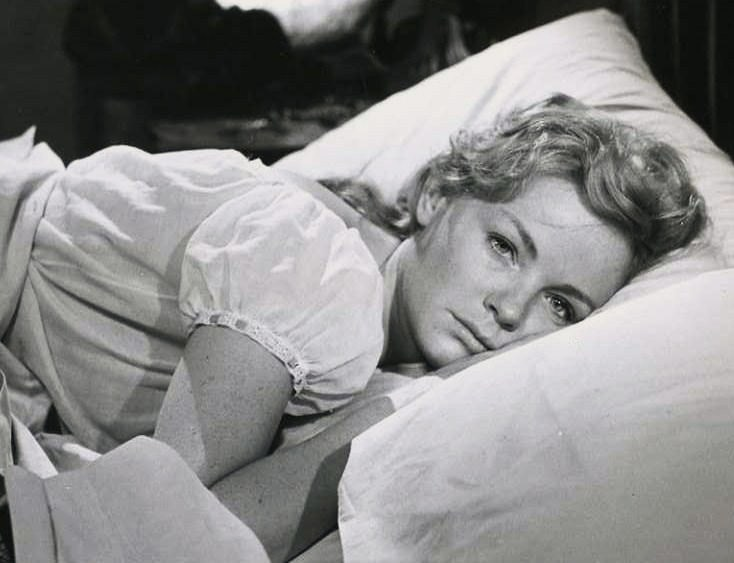
Etchika Choureau in Von Panzern überrollt (1957)

Etchika Choureau (* 12. November 1929 in Paris als Jeannine Pauline Verret; † 25. Januar 2022) war eine französische Filmschauspielerin und ein Semistar der 1950er Jahre.

## Leben und Wirken
Jeannine Pauline Verret wurde im Pariser Stadtteil Belleville geboren. Unmittelbar  nach dem Zweiten Weltkrieg ließ sie sich im Bereich medizinische Massage ausbilden und arbeitete anschließend kurzzeitig als Masseuse, Krankenpflegerin und im Schönheitsbereich (Makeup, Maniküre und ähnliches). Gerade erst 18 Jahre alt, heiratete sie am 29. Januar 1948 den vier Jahre älteren Imker-Sohn Max Choureau und eröffnete mit ihm ein Honig-Geschäft in Paris. Jeannine Verret begann sich bereits zu dieser Zeit mehr für die Schauspielerei als für den Verkauf von Bienenprodukten zu interessieren und nahm Schauspielunterricht am Cours Simon, einer renommierten Pariser Schauspielschule. Sie gewann dort einen Wettbewerb und wurde anschließend vom erfahrenen Berufskollegen Alain Cuny 1952 dem italienischen Regisseur Michelangelo Antonioni anempfohlen. Der gab der Nachwuchskünstlerin, die sich fortan Etchika Choureau nannte, die zentrale Rolle der Simone in dem verstörenden Gegenwartsdrama Kinder unserer Zeit.
Ihr erster rein französischsprachiger Film brachte sie im Jahr darauf an die Seite des Hollywood-Schauspielveterans Erich von Stroheim. Im selben Jahr 1953 erhielt Choureau den renommierten Nachwuchspreis Prix Suzanne-Bianchetti für ihre Doppelrolle in Kinder der Liebe, einem Zeitdrama über unverheiratete, junge Mütter. Ein weiteres Jahr später spielte sie die Mary-Lou in Mary-Lou und ihre Herren und wurde, ebenfalls 1954, für die Rolle der Jurastudentin Madeleine Schubarth in dem Liebesfilm Ein Mädchen aus Paris nach München geholt. 1957 erhielt Etchika Choureau ein Angebot aus Hollywood, in den letzten beiden Inszenierungen des Regieveterans William A. Wellman die weibliche Hauptrolle zu übernehmen. Keiner dieser beiden schwach besprochenen Weltkriegsstreifen war ein kommerzieller oder Kritikererfolg. Als Etchika Choureau nach Frankreich zurückkehrte, war ihre kurze Leinwandkarriere de facto beendet, und sie sorgte im selben Jahr 1957 nur noch mit einer Affäre mit dem marokkanischen Kronprinzen, dem späteren König Hassan II., für Schlagzeilen.
Ihre Rückkehr vor die Filmkamera 1962 bis 1965 brachten ihr nur noch eine Haupt- und zwei wenig beachtete Nebenrollen ein, sodass sich Etchika Choureau bereits 1965 von der Filmschauspielerei zurückzog. Seit einer weiteren Eheschließung, diesmal mit einem Auktionator, zog sie sich weitgehend aus dem öffentlichen Leben zurück. Etchika Choureau starb im Januar 2022 im Alter von 92 Jahren.

## Filmografie
- 1952: Kinder unserer Zeit (I vinti)
- 1953: L'Envers du paradis
- 1953: Kinder der Liebe (Les Enfants de l’amour)
- 1954: Les Intrigantes
- 1954: Mary-Lou und ihre Herren (Escalier de service)
- 1954: Ein Mädchen aus Paris
- 1955: Sommerfrüchte / Nicht alle können Engel sein! (Les Fruits de l’été)
- 1955: L'Impossible Monsieur Pipelet
- 1956: Gejagte Unschuld (La Foire aux femmes)
- 1956: Toute la ville accuse
- 1956: Les Lumières du soir
- 1956: Sulle strade di notte (Fernsehfilm)
- 1957: Responsabilité limitée
- 1957: Maurizio (I colpevoli)
- 1957: Lafayette Escadrille
- 1958: Von Panzern überrollt (Darby's Rangers)
- 1962: Prostitution (La Prostitution)
- 1964: Angélique (Angélique, marquise des anges)
- 1965: Paris im Monat August (Paris au mois d’août)